# Maxime Martin
Maxime Martin (Uccle, 20 marzo 1986) è un pilota automobilistico belga, attualmente è un pilota ufficiale della Mercedes-Benz.
Nel 2020 ha vinto la 24 Ore di Le Mans nella classe GTE Pro con l'Aston Martin.

## Carriera
Nel 2010 Martin inizia a competere nel Campionato del Mondo FIA GT1 guidando la Ford GT del team Marc VDS Racing ottenendo due podi. L'anno seguente rimane nella serie facendo coppia con Frédéric Makowiecki, il duo riesce a vincere quattro corse. Dal 2011 al 2013, si lega alla BMW, prende parte alla Blancpain Endurance Series (attuale GT World Challenge Europe) correndo con la BMW Z4 GT3 anche per il Marc VDS Racing Team. Il suo miglior risultato arriva nel 2012 dove chiude secondo in classifica.

### BMW Factory Driver (2013-2017)
Dopo gli ottimi risultati ottenuti nella Blancpain Endurance Series, Martin, nel 2013, viene promosso a pilota ufficiale della BMW. Il belga partecipa alla American Le Mans Series dove ottiene una vittoria e finisce sesto in classifica.
Nel 2014 Martin debutta nel Campionato DTM sempre con la BMW M4 DTM del Team RMG. Al Moscow Raceway ottiene la sua prima vittoria della serie davanti a Bruno Spengler. L'anno seguente ottiene tre podi tra cui anche una vittoria al Nürburgring davanti ad Edoardo Mortara.Nel 2016 riesce a salire due volte sul podio ma non raggiunge altre vittorie. La stagione 2017 è l'ultima di Martin nella serie ed è anche la più trionfante, il pilota belga ottiene quattro podi tra cui la vittoria al Norisring davanti a Lucas Auer.
Oltre agli impegni nel DTM Martin partecipa a diverse competizioni, nel 2014 ha ottenuto il secondo posto di classe nella 24 Ore di Daytona e nel 2016 ha vinto la 24 Ore di Spa insieme ad Alexander Sims e Philipp Eng, alla guida di una BMW M6 GT3.

### Pilota ufficiale Aston Martin (2018-2022)

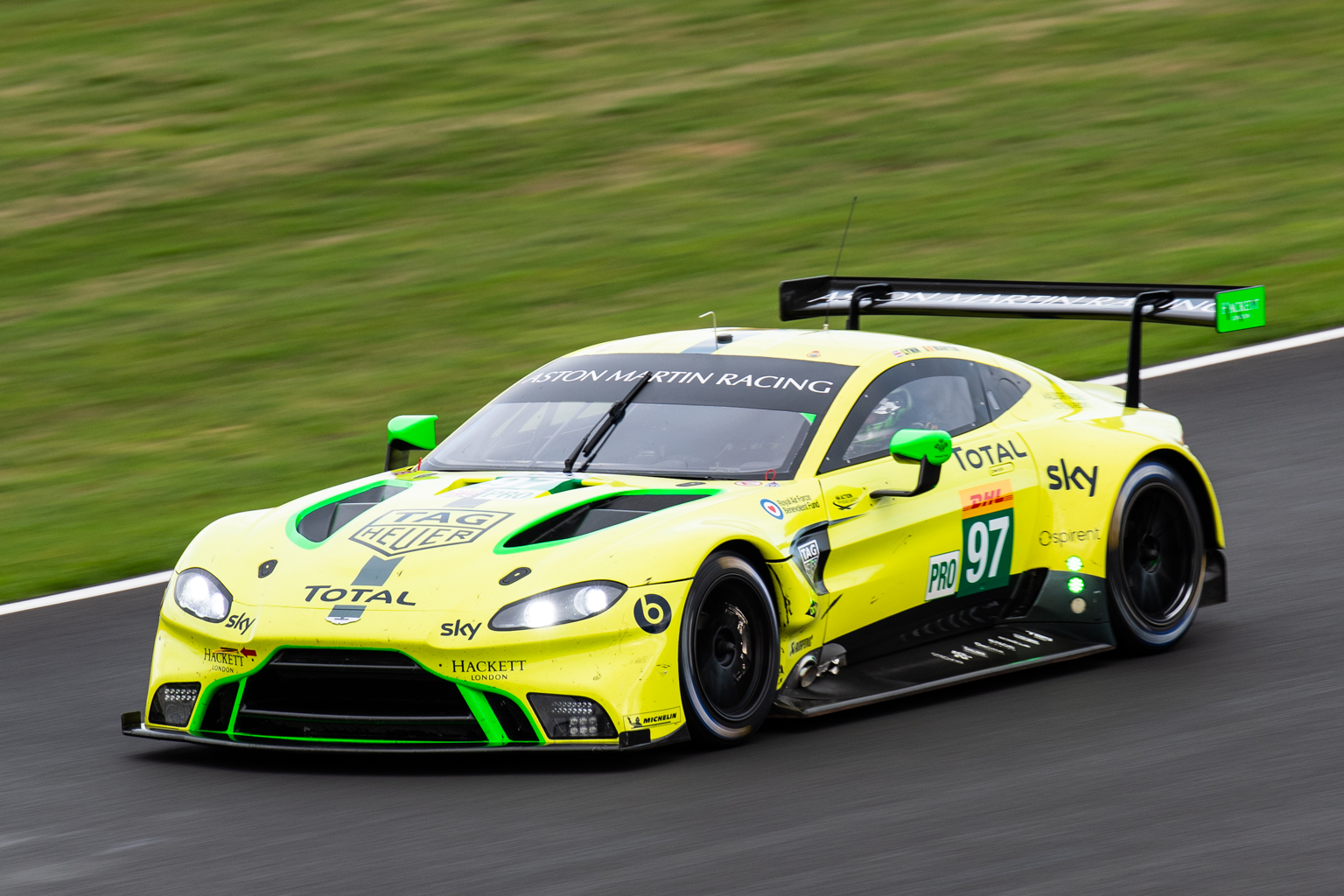
Martin corre nella 6 Ore di Silverstone 2018.

Dopo aver lasciato la BMW, Martin si unisce al marchio britannico Aston Martin correndo nel Campionato del mondo endurance con la Vantage AMR nella classe GTE Pro. Durante il suo primo anno, insieme a Alex Lynn ottiene la vittoria nella 6 Ore di Spa-Francorchamps.
L'anno seguente, confermato tra i piloti ufficiali, ottiene quattro terzi posti e la vittoria di classe nella 24 Ore di Le Mans. Il belga chiude secondo in classifica dietro al altro duo della Aston Martin Racing, ovvero Marco Sørensen e Nicki Thiim.
Alla fine del 2020, l'Aston Martin Racing lascia il Campionato del mondo endurance e Martin rimane come pilota ufficiale per supportare il programma di corse dei clienti. Tuttavia, a causa della mancanza di opportunità nel 2021, ha corso su auto Porsche in diverse occasioni (come la 24 Ore di Le Mans 2021).
Nel 2022 con l'Aston Martin Vantage AMR GT3 partecipa al Campionato IMSA WeatherTech SportsCar.Per Martin è un ritorno a tempo pieno nella serie americana dal 2013. Nella classe GTD riesce a vincere due corse tra cui la 6 Ore di Watkins Glen, aiutando il suo compagno di squadra Roman De Angelis a vincere il titolo. Alla fine della stagione lui e l'Aston Martin decisero di separarsi dopo cinque stagioni.

### Ritorno in BMW (2023-2024)

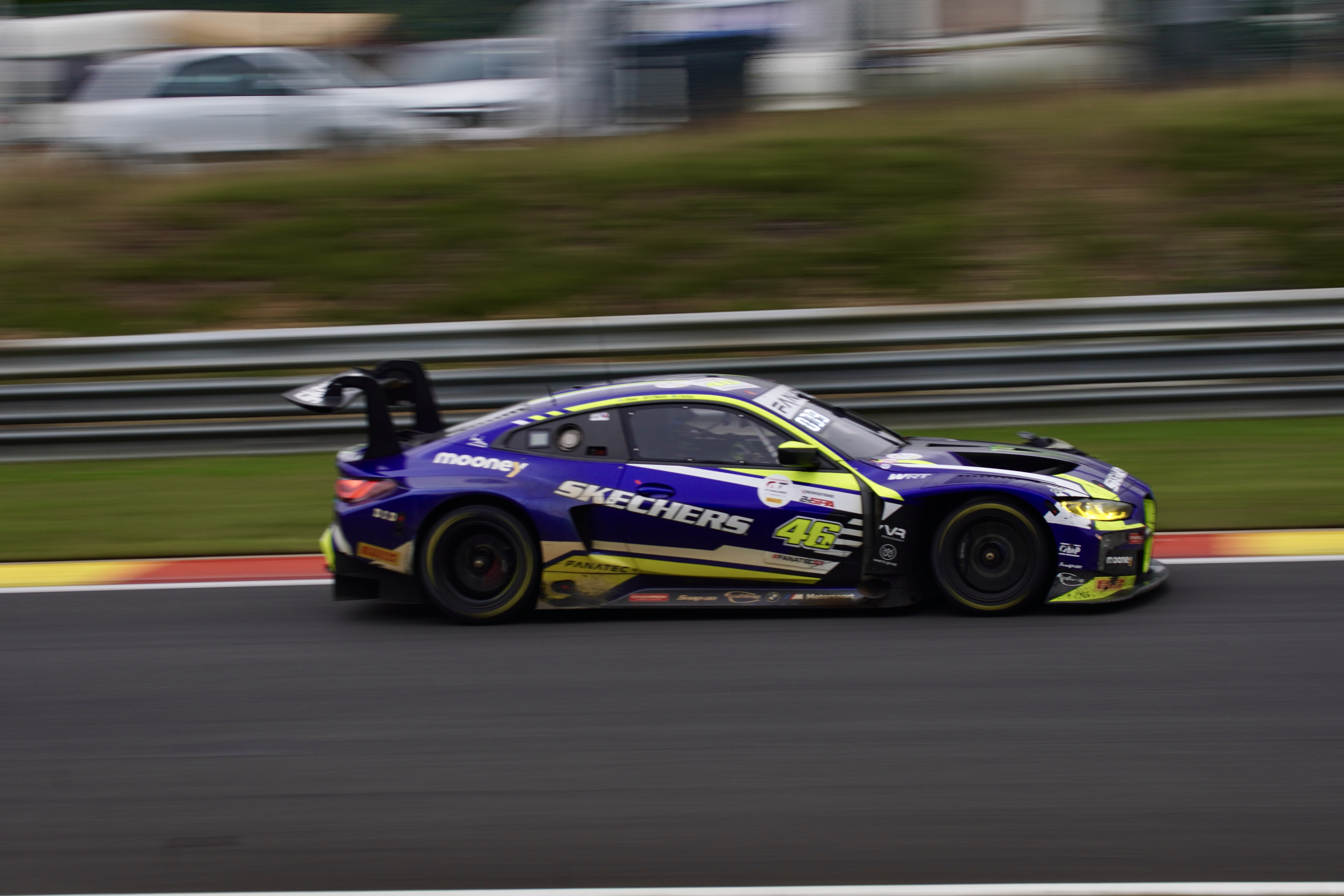
La BMW M4 GT3 numero 46 del Team WRT guidata da Martin, Rossi e Farfus alla 24 Ore di Spa 2023

Il 26 ottobre del 2022 Martin annuncia il suo ritorno tra i piloti ufficiali della BMW dopo cinque anni dalla separazione. Nel 2023, il pilota belga prende parte al GT World Challenge Europe, in coppia con la leggenda della MotoGP, Valentino Rossi, portando in pista la BMW M4 GT3 per il Team WRT. Nella seconda gara sprint di Misano il duo riesce a vincere la corsa. Lo stesso anno prende parte anche a due round della 24H Series, la 24 Ore di Dubai e la 12 Ore di Bathurst; nella prima corsa ottiene il terzo posto insieme a Sean Gelael e Rossi. Ritorna anche nella classe LMP2, partecipando alla 24 Ore di Le Mans 2023 con il team DKR Engineering.

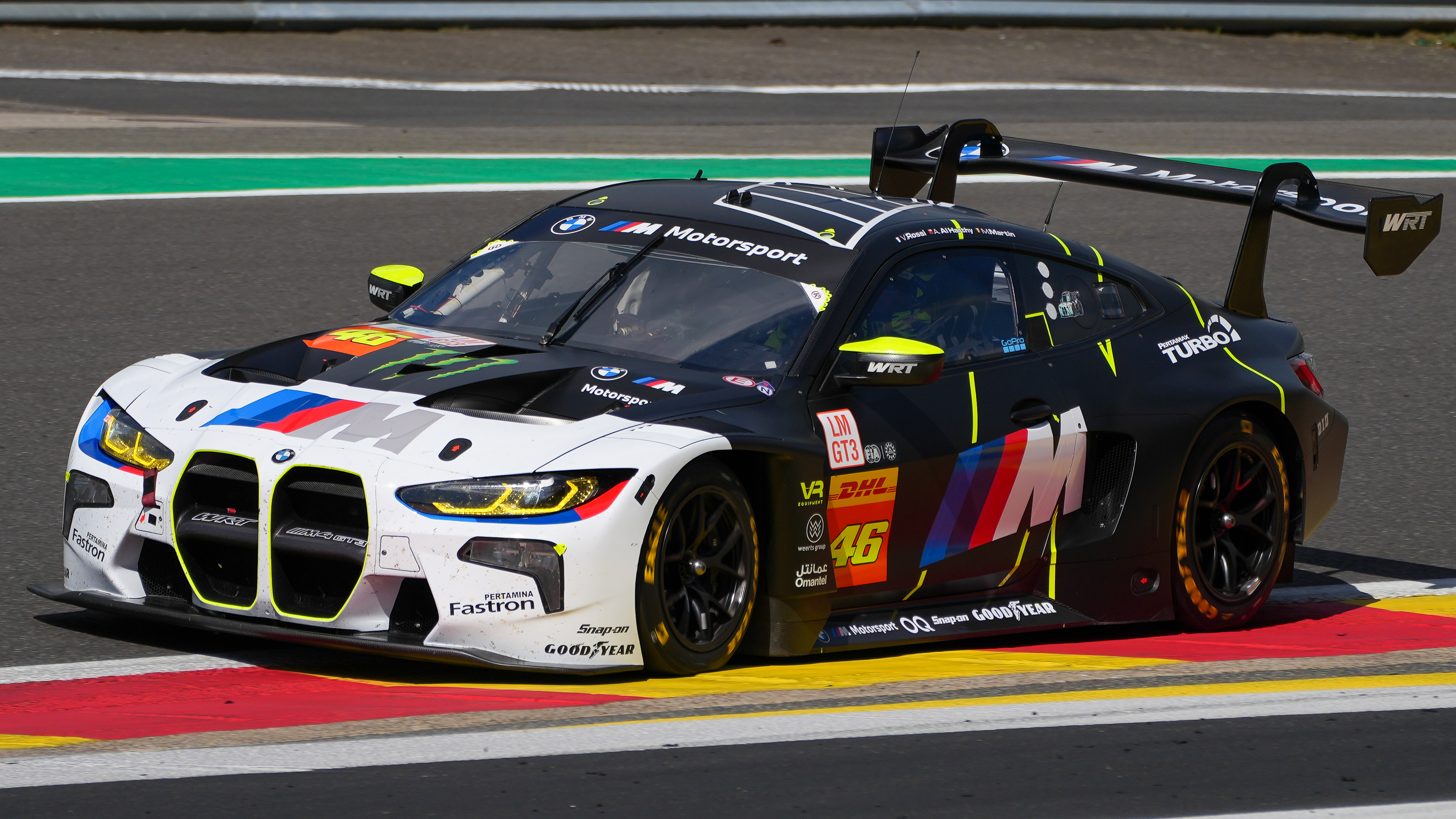
La BMW M4 GT3 di Martin durante la 6 ore di Spa 2024

Nel 2024 prende parte alla 24 Ore di Daytona, round valido per il Campionato IMSA WeatherTech SportsCar, con la BMW M Hybrid V8, la nuova Hypercar del marchio tedesco. Nello stesso periodo corre con la BMW M4 GT3 la 12 Ore di Bathurst insieme a Valentino Rossi e Raffaele Marciello e sempre con Rossi prende parte al Campionato del mondo endurance nella classe GT3.

### Mercedes (2025- presente)
Alla fine del 2024 annuncia il suo addio a BWM, ringraziando il team e dichiarando di essere alla ricerca di nuove sfide firmando con Mercedes.

## Risultati

### Risultati nel DTM
(legenda) (Le gare in grassetto indicano la pole position) (Le gare in corsivo indicano Gpv)
| Anno | Team         | Vettura    | 1      | 2       | 3     | 4      | 5       | 6      | 7     | 8      | 9      | 10      | 11     | 12     | 13     | 14     | 15     | 16     | 17     | 18    | Punti | Pos. |
| ---- | ------------ | ---------- | ------ | ------- | ----- | ------ | ------- | ------ | ----- | ------ | ------ | ------- | ------ | ------ | ------ | ------ | ------ | ------ | ------ | ----- | ----- | ---- |
| 2014 | BMW Team RMG | BMW M4 DTM | HOC 20 | OSC 14  | HUN 6 | NOR 17 | MSC 1   | SPL 15 | NÜR 7 | LAU 14 | ZAN 6  | HOC Rit |        |        |        |        |        |        |        |       | 47    | 7°   |
| 2015 | BMW Team RMG | BMW M4 DTM | HOC 7  | HOC 14  | LAU 7 | LAU 8  | NOR Rit | NOR 10 | ZAN 3 | ZAN 17 | SPL 14 | SPL 19  | MSC 18 | MSC 4  | OSC 11 | OSC 9  | NÜR 1  | NÜR 13 | HOC 3  | HOC 6 | 94    | 7°   |
| 2016 | BMW Team RMG | BMW M4 DTM | HOC 8  | HOC 3   | SPL 6 | SPL 5  | LAU 9   | LAU 13 | NOR 6 | NOR 3  | ZAN 10 | ZAN Rit | MSC 6  | MSC 17 | NÜR 8  | NÜR 10 | HUN 13 | HUN 7  | HOC 13 | HOC 6 | 90    | 8°   |
| 2017 | BMW Team RMG | BMW M4 DTM | HOC 11 | HOC Rit | LAU 4 | LAU 8  | HUN Rit | HUN 3  | NOR 2 | NOR 1  | MSC 16 | MSC Rit | ZAN 3  | ZAN 6  | NÜR 17 | NÜR 11 | SPL 6  | SPL 11 | HOC 4  | HOC 6 | 132   | 8°   |

### Risultati nella 24 Ore di Le Mans
| Anno | Team                   | Co-piloti                             | Auto                     | Classe      | Giri | Pos. | Class Pos. |
| ---- | ---------------------- | ------------------------------------- | ------------------------ | ----------- | ---- | ---- | ---------- |
| 2011 | Marc VDS Racing Team   | Vanina Ickx Bas Leinders              | Lola-Aston Martin B09/60 | LMP1        | 328  | 7°   | 7°         |
| 2012 | OAK Racing             | David Heinemeier Hansson Bas Leinders | Morgan LMP2-Nissan       | LMP2        | 341  | 14°  | 7°         |
| 2013 | Thiriet con TDS Racing | Pierre Thiriet Ludovic Badey          | Oreca 03-Nissan          | LMP2        | 310  | DNF  | DNF        |
| 2018 | Aston Martin Racing    | Alex Lynn Jonathan Adam               | Aston Martin Vantage AMR | GTE Pro     | 327  | 37°  | 13°        |
| 2019 | Aston Martin Racing    | Alex Lynn Jonathan Adam               | Aston Martin Vantage AMR | GTE Pro     | 325  | 44°  | 12°        |
| 2020 | Aston Martin Racing    | Alex Lynn Harry Tincknell             | Aston Martin Vantage AMR | GTE Pro     | 346  | 20°  | 1°         |
| 2021 | Hub Auto Racing        | Álvaro Parente Dries Vanthoor         | Porsche 911 RSR-19       | GTE Pro     | 227  | DNF  | DNF        |
| 2023 | DKR Engineering        | Tom van Rompuy Ugo de Wilde           | Oreca 07-Gibson          | LMP2 Pro-Am | 311  | 32°  | 3°         |
| 2024 | Team WRT               | Valentino Rossi Ahmad Al Harthy       | BMW M4 GT3               | GT3         | 109  | Rit  | Rit        |
| 2025 | Iron Lynx              | Martin Berry Lin Hodenius             | Mercedes-AMG GT3 Evo     | GT3         | 337  | 44°  | 12°        |

### Risultati nella 24 Ore di Daytona
| Anno | Team                 | Co-piloti                                              | Auto                         | Classe  | Giri | Pos. | Class Pos. |
| ---- | -------------------- | ------------------------------------------------------ | ---------------------------- | ------- | ---- | ---- | ---------- |
| 2013 | Turner Motorsport    | Billy Johnson Paul Dalla Lana Boris Said Bill Auberlen | BMW M3                       | GT      | 631  | 28°  | 18°        |
| 2014 | BMW Team RLL         | Joey Hand Andy Priaulx Bill Auberlen                   | BMW Z4 GTE                   | GTLM    | 679  | 7°   | 2°         |
| 2016 | Turner Motorsport    | Michael Marsal Markus Palttala Jesse Krohn             | BMW M6 GT3                   | GTD     | 701  | 19°  | 5°         |
| 2017 | Turner Motorsport    | Justin Marks Jens Klingmann Jesse Krohn                | BMW M6 GT3                   | GTD     | 628  | 25°  | 8°         |
| 2022 | Heart of Racing Team | Ross Gunn Alex Riberas                                 | Aston Martin Vantage AMR GT3 | GTD Pro | 103  | DNF  | DNF        |
| 2023 | Paul Miller Racing   | Corey Lewis Bryan Sellers Madison Snow                 | BMW M4 GT3                   | GTD     | 726  | 28°  | 8°         |
| 2024 | BMW M Team RLL       | Connor De Phillippi René Rast Nick Yelloly             | BMW M4 GT3                   | GTP     | 778  | 7°   | 7°         |

### Risultati nel WEC
| Anno    | Squadra             | Classe    | Vettura                  | SPA | LMS | SIL | FUJ | SHA | SEB | SPA | LMS | Punti | Pos. |
| ------- | ------------------- | --------- | ------------------------ | --- | --- | --- | --- | --- | --- | --- | --- | ----- | ---- |
| 2018-19 | Aston Martin Racing | LMGTE Pro | Aston Martin Vantage AMR | 6   | 13  | 4   | 9   | 4   | 8   | 1   | 14  | 66    | 8º   |
| Anno    | Squadra             | Classe    | Vettura                  | SIL | FUJ | SHA | BHR | COA | SPA | LMS | BHR | Punti | Pos. |
| 2019-20 | Aston Martin Racing | LMGTE Pro | Aston Martin Vantage AMR | 3   | 3   | 4   | 3   | 4   | 3   | 1   | 4   | 160   | 2º   |
| Anno    | Squadra             | Classe    | Vettura                  | QAT | IMO | SPA | LMS | SÃO | COA | FUJ | BHR | Punti | Pos. |
| 2024    | Team WRT            | LMGT3     | BMW M4 GT3               | 4   | 2   | Rit | Rit | 6   | NC  | 3   |     | 61*   |      |
| Legenda |                     |           |                          |     |     |     |     |     |     |     |     |       |      |

### Risultati nell'ETCR
| Anno    | Squadra               | Vettura                | FRA | UNG | SPA | BEL | ITA | GER | Punti | Pos. |
| ------- | --------------------- | ---------------------- | --- | --- | --- | --- | --- | --- | ----- | ---- |
| 2022    | Romeo Ferraris - M1RA | Alfa Romeo Giulia ETCR | 6   | 3   | 4   | 1   | 5   | 5   | 421   | 4°   |
| Legenda |                       |                        |     |     |     |     |     |     |       |      |

### Risultati nel'IMSA
| Anno    | Team           | Classe | Vettura         | 1     | 2     | 3   | 4   | 5   | 6   | 7   | 8   | 9   | Punti | Pos. |
| ------- | -------------- | ------ | --------------- | ----- | ----- | --- | --- | --- | --- | --- | --- | --- | ----- | ---- |
| 2024    | BMW M Team RLL | GTP    | BMW M Hybrid V8 | DAY 7 | SEB 4 | LBH | LGA | DET | WGL | ELK | IMS | ATL | 570*  |      |
| Legenda |                |        |                 |       |       |     |     |     |     |     |     |     |       |      |

*Stagione in corso.